# Aloeides margaretae
Marguarite's Copper (Aloeides margaretae) là một bướm ngày thuộc họ Lycaenidae. Loài này có ở Nam Phi, ở bờ biển phía tây và dọc theo bờ biển phía nam ở West Cape.
Sải cánh từ 25–30 mm đối với con đực và 26–33 mm đối với con cái. Cá thể trưởng thành mọc cánh từ tháng 9 tới tháng 5 in several generations per year.
Ấu trùng ăn các loài Aspalathus spinosa.